# 埃德富
埃德富是埃及尼羅河西岸的一座城市，介乎伊斯納及阿斯旺之間，人口約六萬。根據埃及神話，荷魯斯為報父仇，與賽特在埃德富大戰，最後把他殺死，埃德富從此成了古埃及人供奉荷魯斯的地方。繼卡納克神廟後最大的古埃及神廟埃德富神廟（又作「荷魯斯神廟」）亦坐落在埃德富上。
當地以北五公里有一個古代金字塔的遺址。

## 埃德富神廟

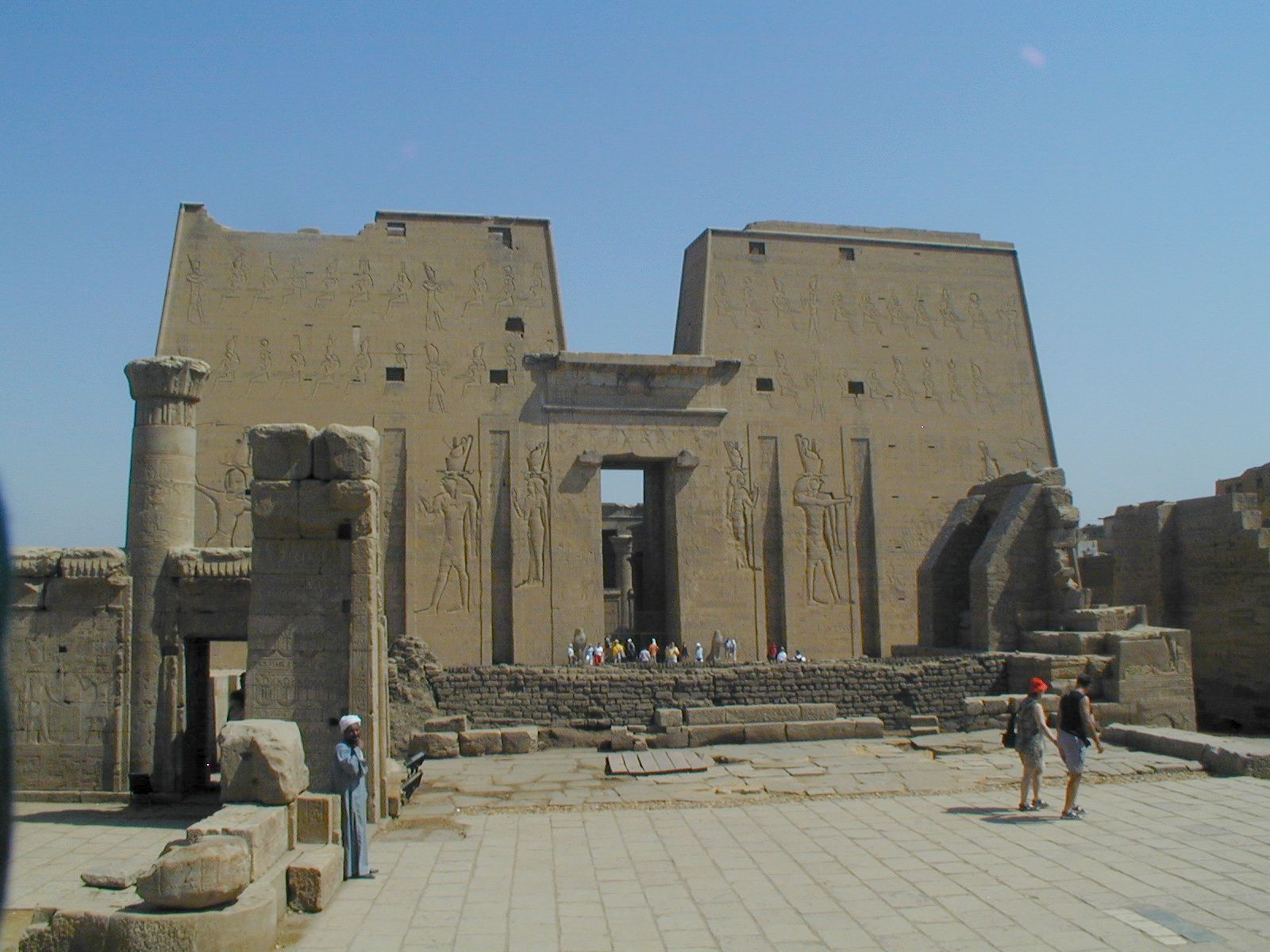
埃德富神廟

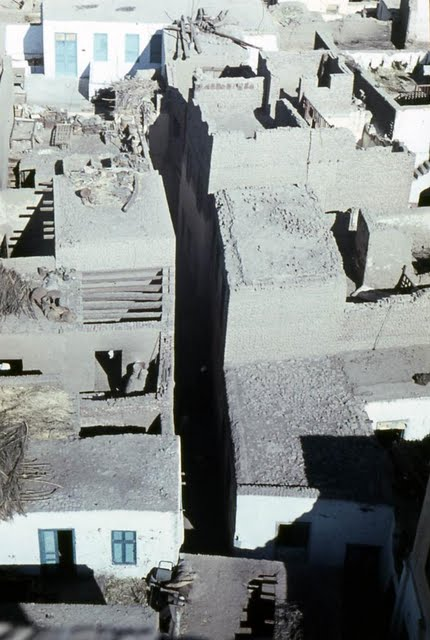
埃德富的街道

埃德富最主要的托勒密王朝時期神廟——埃德富神廟建於公元前237年至克利奧帕特拉七世在位時的前57年。在所有埃及廟宇中，埃德富神廟是保存得最好的。神廟以砂岩製成的磚塊建築而成。它是在原来一座新王國時期的小庙上建造的，其中轴东西走向，它的正面对着尼罗河。后来造的建筑物则是南北走向的，在第一院的东侧还可以看到其前身的立柱。

## 古代城市遗址
古代埃德富城市遗址位于神庙以西约50米处，在老神庙立柱的左侧。它的古埃及名字是魏特杰塞特霍尔（Wetjeset-hor），拉丁名字为阿波罗波利斯马格纳（Apollinopolis Magna），希腊名称为阿波罗波利斯（Απολλινόπολις）。据《百官志》记载罗马第二军团的部分士兵驻扎在上阿波罗，即这座城市的古罗马名称。
虽然对于来访的旅游者来说它看上去不起眼，这座遗迹包含的埃及历史古迹和考古发现比托勒密时代的神庙要多。虽然城市的大部分显示很重的风化，或者被过去的挖掘移除或者打开，但是它依然保存了许多信息，其中有些一直可以回溯到王朝前的时候。它展示了这个省城从古王朝时代一直到拜占庭时代的发展过程。它是第二上埃及省的省会，在当地拥有非常重要的作用。其中古王朝时代遗留下来的最古老的部分位于遗迹的东面，就在神庙的附近。一些迹象表面它在第一中间时期非常繁茂，向西扩展了许多。尤其有意思的是它是埃及南部少数在北方，尤其是三角洲地带，经济萧条的时候特别繁茂的城市。
今天埃德富古城部分地区的遗迹有20米高，包含从古王国时期到希腊罗马时期的完整历史记录，长达三千多年，因此为研究一个省城的发展提供了极好的条件。遗址的中心部分从1921年就开始被法国学者发掘了。在1928年、1931年以及1939至1939年间这里进行了多次考古发掘，三份详细的报告被发表。
从1939年中至今在埃德富没有再进行过彻底的研究。目前的研究工作主要集中在遗址的东部。古城的行政中心已经被发现，在这里发现了一座中王国时期后期建造的石柱大厅以及一座巨大的粮仓。粮仓是第二次中间时期建造的（第17王朝）。在这里发现了至少七座直径在5.5至6.5米之间的谷仓，这是至今为止在埃及城市中心发现的最大的圆形谷仓。

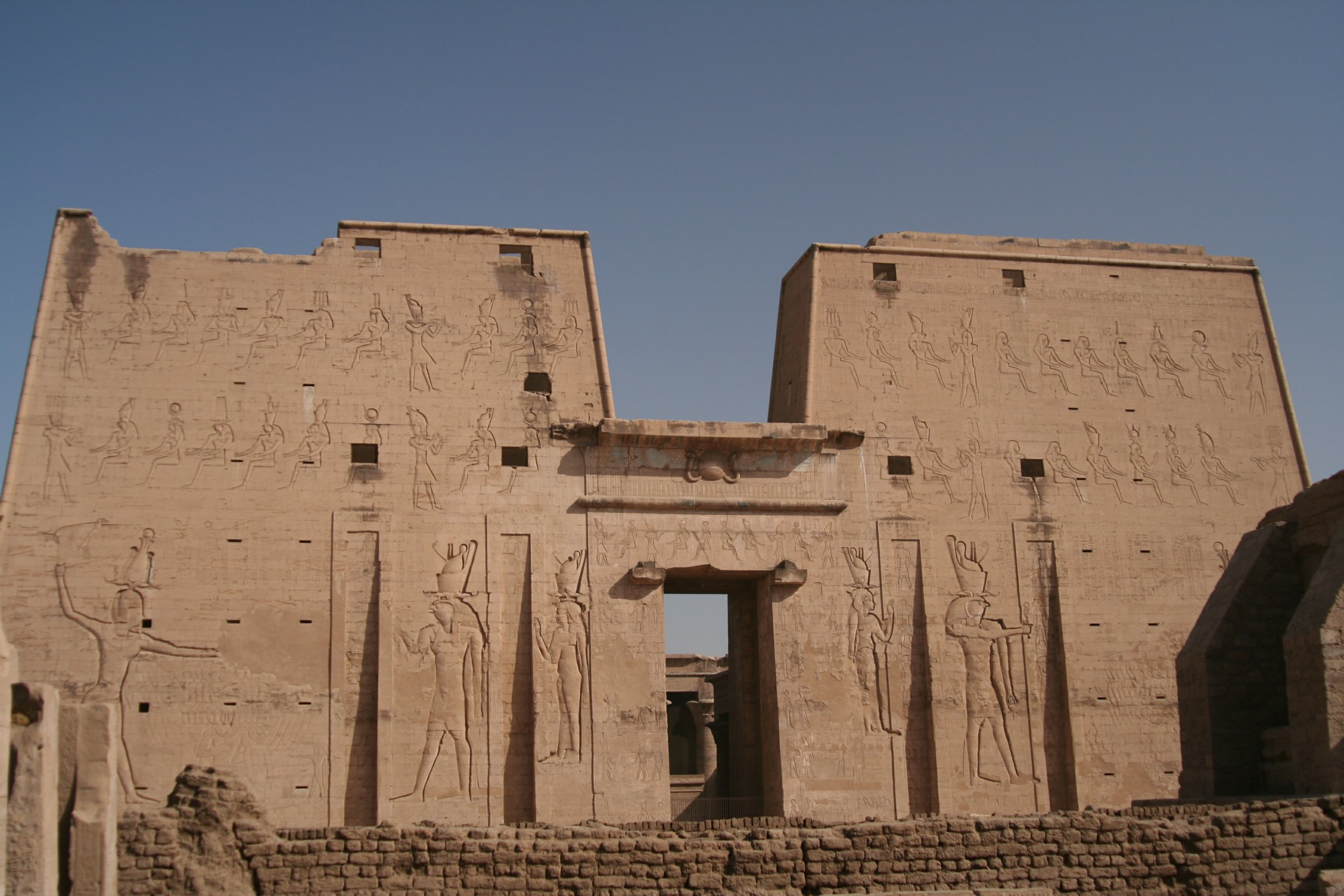
埃德富神庙的第一座大门

在埃德富没有发现第5王朝以前建造的大型建筑。古墓地里有古王国时期及其后的墓。新王国时期前墓地就被迁到城西了，后来被迁到南部。这里是荷鲁斯的圣地。

## 金字塔遺跡
沿著尼羅河西岸興建的七座省城階梯金字塔中一座的遗址坐落於埃德富以北的五公里的尼罗河河谷里。金字塔以紅色的砂岩興建，目前高5.5米。一般認為這些金字塔是第三王朝的法老胡尼命人興建的，但沒有人知道建造這些金字塔的目的。从2010年开始芝加哥大学的东方研究所在对它们进行详细的测量和研究。

## 埃及和罗马时期
在希臘化時代和罗马帝国时期埃德富的名称为阿波罗波利斯马格纳。它是阿波罗波利特省的省会。罗马帝国时期它是第二军团的总部。
城市在那个时候就已经以它的两座神庙著称，这两座神庙被看作是埃及第二重要的神庙。
阿波罗波利斯马格纳成为一个基督教主教驻地。共有五位主教的名字被记录下来。今天天主教把阿波罗波利斯马格纳列入前主教教省名单。

## 气候
按照柯本气候分类法埃德富属于热带沙漠气候。
| Edfu                   | Edfu        | Edfu        | Edfu        | Edfu        | Edfu         | Edfu         | Edfu         | Edfu         | Edfu         | Edfu        | Edfu        | Edfu        | Edfu        |
| 月份                   | 1月         | 2月         | 3月         | 4月         | 5月          | 6月          | 7月          | 8月          | 9月          | 10月        | 11月        | 12月        | 全年        |
| ---------------------- | ----------- | ----------- | ----------- | ----------- | ------------ | ------------ | ------------ | ------------ | ------------ | ----------- | ----------- | ----------- | ----------- |
| 平均高温 °C（°F）      | 23.6 (74.5) | 25.6 (78.1) | 29.4 (84.9) | 34.4 (93.9) | 38.7 (101.7) | 40.6 (105.1) | 40.5 (104.9) | 40.5 (104.9) | 38.3 (100.9) | 35.8 (96.4) | 30.3 (86.5) | 25.2 (77.4) | 33.6 (92.4) |
| 日均气温 °C（°F）      | 15.5 (59.9) | 17 (63)     | 20.6 (69.1) | 25.4 (77.7) | 29.9 (85.8)  | 31.7 (89.1)  | 32.1 (89.8)  | 32.1 (89.8)  | 30.2 (86.4)  | 27.5 (81.5) | 22 (72)     | 17.2 (63.0) | 25.1 (77.3) |
| 平均低温 °C（°F）      | 7.5 (45.5)  | 8.5 (47.3)  | 11.9 (53.4) | 16.5 (61.7) | 21.1 (70.0)  | 22.9 (73.2)  | 23.7 (74.7)  | 23.8 (74.8)  | 22.1 (71.8)  | 19.2 (66.6) | 13.7 (56.7) | 9.3 (48.7)  | 16.7 (62.0) |
| 平均降水量 mm（）      | 0 (0)       | 0 (0)       | 0 (0)       | 0 (0)       | 0 (0)        | 0 (0)        | 0 (0)        | 0 (0)        | 0 (0)        | 0 (0)       | 0 (0)       | 0 (0)       | 0 (0)       |
| 来源：Climate-Data.org |             |             |             |             |              |              |              |              |              |             |             |             |             |

## 外部連結
- Egypt Travel - Answan Edfu, the City （页面存档备份，存于）

24°58′40″N 32°52′24″E / 24.97778°N 32.87333°E